# Veszprémi Petőfi Színház
A Veszprémi Petőfi Színház a város színházainak egyike. Főépülete (tervezője: Medgyaszay István) a belvárosban, az Óvári Ferenc utcában, a Színházkert északi végében található, műemléki védettség alatt áll, szecessziós stílusú.
Felújítása és korszerűsítése az 1980-as években történt meg. Az épület műemléki jelentőségét tekintve gondos, szakmai vitáktól sem mentes feladatot jelentett. A rekonstrukciós munkákra 1977 és 1988 között került sor. A felújítási terveket a Középülettervező Vállalat tervezői, Szendrő Péter és Szenes István építész és belsőépítész, valamint további (statikus, gépész, szcenikus stb.) társtervezők – közreműködésével készítették el. A megújult épület több tekintetben is eltér eredetijétől.
A Színház 1961 óta rendelkezik önálló társulattal, valamint saját bérletezésirendszerrel, mely a mai napig él.
A Veszprémi Petőfi Színházhoz tartozik a Latinovits Zoltánról és Bujtor Istvánról elnevezett Latinovits–Bujtor Játékszín is az Iskola utcában.

## A színház története

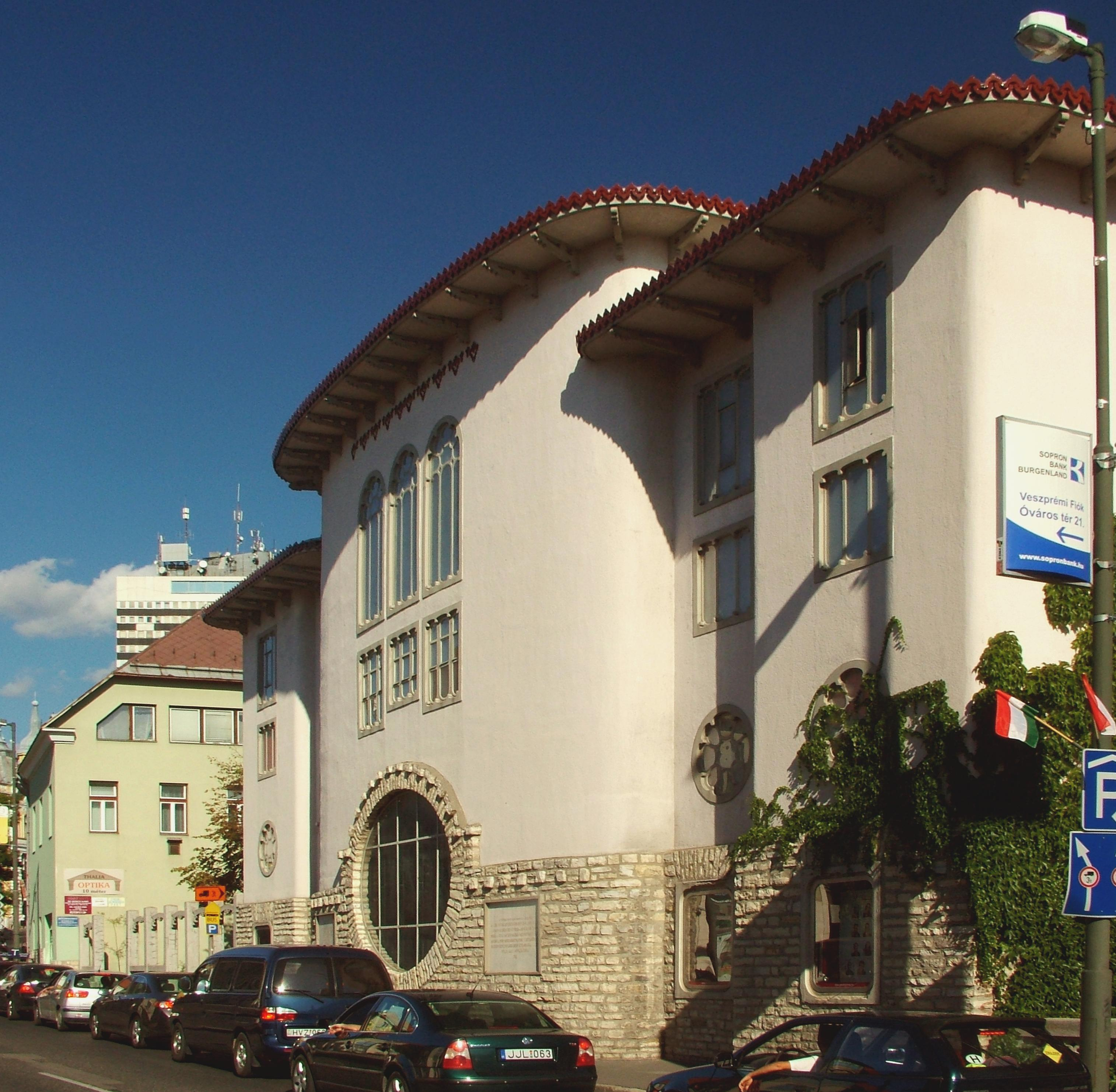
Színház az Óvári utca felől

Veszprém színháza, létesítésének körülményei és sorsa egyaránt kultúr-, illetve építészet- és művészettörténeti jelentőséggel bír. Ezért nem csodálható tehát az, hogy az 1980-as években végrehajtott bővítés és felújítás munkálatai is élénk közfigyelmet váltottak ki.

### Születéskori kultúrtörténeti körülmények
A magyarországi kulturális és társadalmi élete a 19. század végi megélénkülése a reformkorhoz hasonlóan újabb közösségi funkciókat kiszolgáló épülettípusok megjelenését segítette elő. Ezek közé tartozik a színház is, mint a polgári társasági élet legfontosabb nyilvános színhelye. Magyarországon a legtöbb színház a dualizmus néhány évtizede alatt épült: színházépítési láz vonult végig az országon. A magyar építészek nagy bánatára zömében külföldi versenytársak nyerték a színházak tervezésére vonatkozó pályázatokat. Ez együtt járt a nemzetközi szervezési és tervezési elvek átvételével funkcionálisan, szerkezetileg és stílusban egyaránt. A Fellner és Helmer tervezők által képviselt elvek azonban egyre elavultabbá váltak. A századfordulón már nagyobb hangsúlyt kapott az új színházi rendszerek kialakításának igénye, ezen belül a fejlődését jobban kiszolgáló, az újdonságokat alkalmazó, a nézőtéri adottságokat (jó látás, akusztikai igényesség) javító megoldások alkalmazása. A századforduló korszerű törekvései közt a legjelentősebb hazai próbálkozás Medgyaszay István vasbetonból épített veszprémi színháza volt, melynek színvonalát az egy évvel későbbi soproni színház átalakítása során sem tudta túlhaladni.

## A város színházkultúrája
A városban a színházkultúra a 19. század elejétől folyamatosan jelen volt. A vándorszínjátszás második nagy hulláma idején – az 1870-es évektől – évente több társulat is felkereste a várost. Nagy jelentőségű a „Székesfehérvári Nemzeti Színjátszó Társaság” rendszeres vendégszereplése, továbbá, hogy a városban az ország legkiválóbb művészei is (Blaha Lujza, Jászai Mari, Kűry stb.) játszottak, és Veszprémnek is voltak ez időbeli színész szülöttei (Bánóczy, Tamássy, Szigeti stb.). A századfordulón egyre szélesebb helyi társadalmi mozgalom bontakozott ki, hogy a régi, „nagy korcsma kocsiszínéből”, a Korona Szálló tűzveszélyes nagyterméből a színjátszás új otthonba költözhessék. 1905-ben Szeglethy György polgármester és dr. Óvári Ferenc képviselő szervezésével Színpártoló Egyesületet alapítottak állandó színház létesítése és a színházi élet fellendítése érdekében. Az új színház elhelyezésére kezdetben a Piac téren álló ez időben már elavult Úri Kaszinó helyét szemelték ki, de később a Korona Szálló melletti Püspökkertre esett a választás. Itt egy érdekes, az akkori város nagyságához igazodó többfunkciós együttes létrejöttének programja alakult ki, melyben helyet kapott a meglévő szálló, egy hozzá kapcsolódó új kaszinóval, valamint a többfajta társasági rendezvény befogadására alkalmas színház. Tervezésére Medgyaszay István (1877–1959) kapott megbízást.

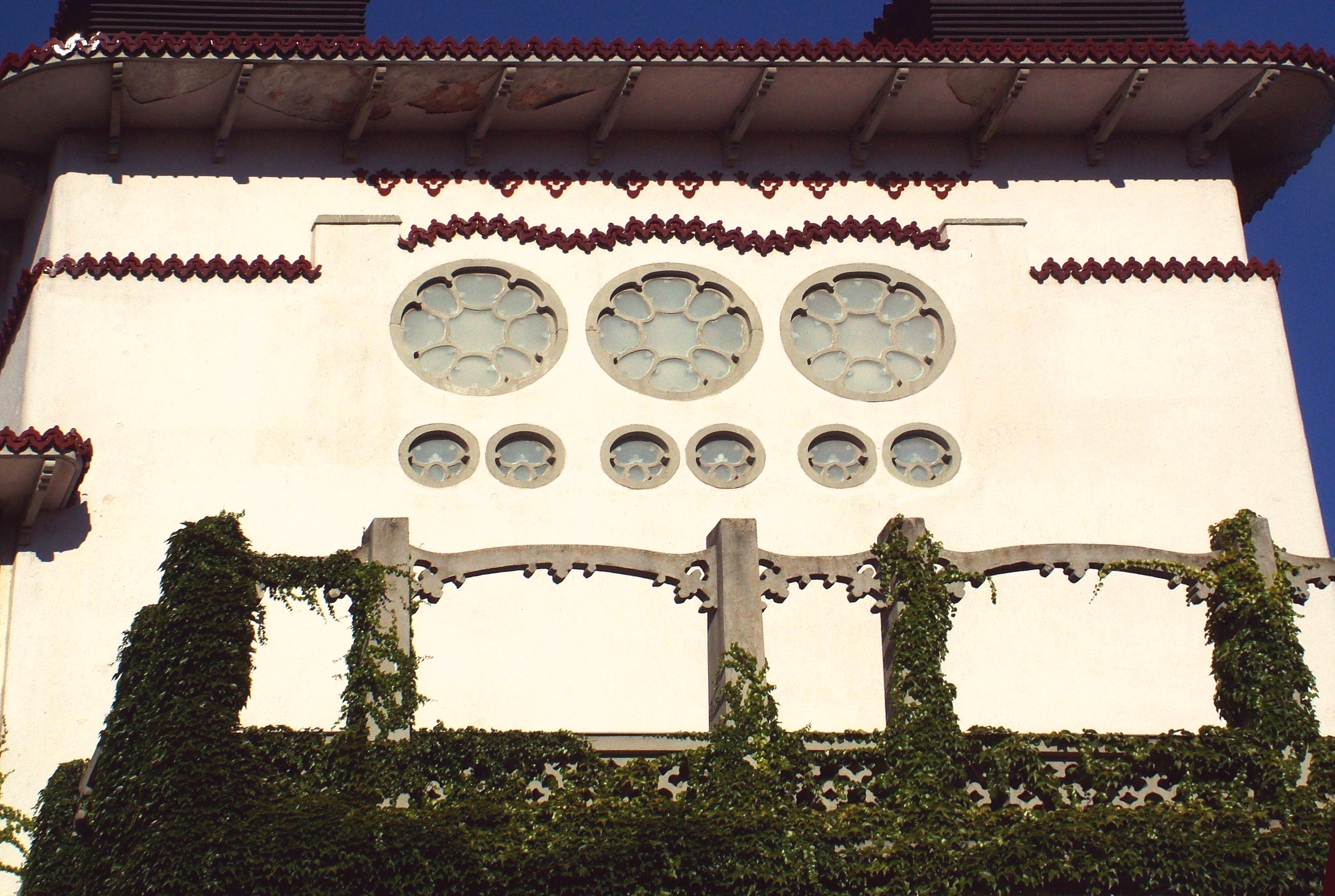
Jellegzetes Medgyaszay-stílus

## A színház tervezése és élete
Medgyaszay családi hagyományt követve vált építésszé. Bécsi, budapesti, párizsi tanulmányok és tervezői gyakorlat, a Malonyai Dezső-csoporttal végzett székelyföldi népművészeti gyűjtőút tapasztalatai, Hennebique vasbeton-építési praxisának ismeretei álltak ekkor már rendelkezésére ahhoz, hogy a tervezési feladatot új szellemben sajátos szecessziós stílusban teljesítse. Első vázlatait még párizsi tartózkodása alatt (1907) készítette: a színházat úgy kellett megterveznie, hogy az kapcsolódjék az áttervezendő Korona Szállóhoz, az étterem és a nézőtér azonos szintre kerüljön, a terem vetítésekre és bálok rendezésére is alkalmas legyen. Meghatározták azt is, hogy a főbejárat a Megyeház felőli püspökkerti részre kerüljön, sőt az épület másik végén is (mai Óvári F. u.) megközelíthető legyen. Medgyaszay elismert újítási hajlama mellett a megadott feszes tervezési programnak is komoly szerepe volt abban, hogy a kor legizgalmasabb megoldása született. A programban megadott igényeket kielégítő tervének alapkoncepciója az, hogy a nézőtér alatt alakítja ki az előcsarnokot, a bejáratot pedig a színpad alatt helyezte el, s a főlépcső az épület ellentétes végére került.

### Az épület szerkezete stílusa
Az épület – a körítő falaktól eltekintve – teljes egészében vasbetonból készült, így az első vasbeton szerkezetű magyar színházként tartjuk számon, s ez nemzetközi viszonylatban is nagy feltűnést keltett. Tervezője egy 1908-ban tartott bécsi konferencián építészeti, szerkezet- és stílusalakítási elveit e színházon alkalmazott megoldásaival illusztrálta. Lényege az, hogy a vasbetont, mint új, korszerű szerkezeti anyagot, „szilárdsági viszonyait minél világosabban jellemezzük, művészeink a mai népünk formanyelvén beszéljenek és azokban a mi korunk gyermekeinek lelke, a mai világnézetünk tükröződjék”. Ezt Medgyaszay a már említett sajátos alaprajzi rendszer mellett számos, itt alkalmazott újításával érte el. Ilyenek: a páholysort tartó, népi formaelemeket alkalmazó, előre gyártott vasbeton konzolgerendák, az ugyancsak népművészeti ihletésű vasbeton ablakok, a sajátos, felfekvési helyen elvékonyodó oszlopok, a központi fűtő-szellőzőrendszer stb. Épületének varázsát, a külső és belső megjelenést egyaránt meghatározó lágy, gömbölyded hatás, él nélküli tömegalakítás, felfelé sudarasodó falsíkok, az ellentétek hatására építő, az alkalmazott elemeket díszítés rangjára emelő építészeti formálás adja meg. A színházépület kortársak által is elismert értékeit nagymértékben növelik Nagy Sándor (1869–1950) Veszprém vármegyei születésű művész alkotásai: a Megyeháza felőli homlokzaton „Hunor és Magor” című sgrafittója, illetve a főlépcsőház ovális színes üvegablaka: „A népművészet dicsérete”.

### A megépült színház élete
A színház Veszprém legjelentősebb szecessziós stílusú épülete, mely korának szakmai élvonalába került. Funkcióalakítás, az alkalmazott szerkezetek sajátosságaiból kiinduló tér- és építészeti forma képzés, díszítés, és képzőművészet ritkán sikerült egységének megnyilvánulása, melyet az 1984–88 között végrehajtott rekonstrukció során döntő mértékben sikerült megóvni. Az a kívánság, hogy a színház „komoly, nemes hivatásával” valóban a felnőttek főiskolájának helyét foglalja el, a megépültekor, 1908-ban, de még sok éven át csak óhaj maradt. Változó társulatok, ingadozó színvonalú, egyre gyérülő előadások jellemezték évtizedekig a színi-kultúrát.
Az építkezések fennmaradt adósságainak csökkentése érdekében mozielőadások, hangversenyek és gyűlésrendezvények váltották egymást falai között. 1920-ban vette fel a Petőfi Színház nevet. Végül 1961-ben jött létre az önálló társulat, a színházkultúra megteremtése érdekében, különösen az ifjúság nevelését elősegítendő céllal. Az épület hányatott sorsa, az építéskor felhasznált gyenge minőségű anyagok, továbbá a korszerű színháztechnika igénye a nyolcvanas évekre megérlelte az épület rekonstrukcióját és átalakítását.

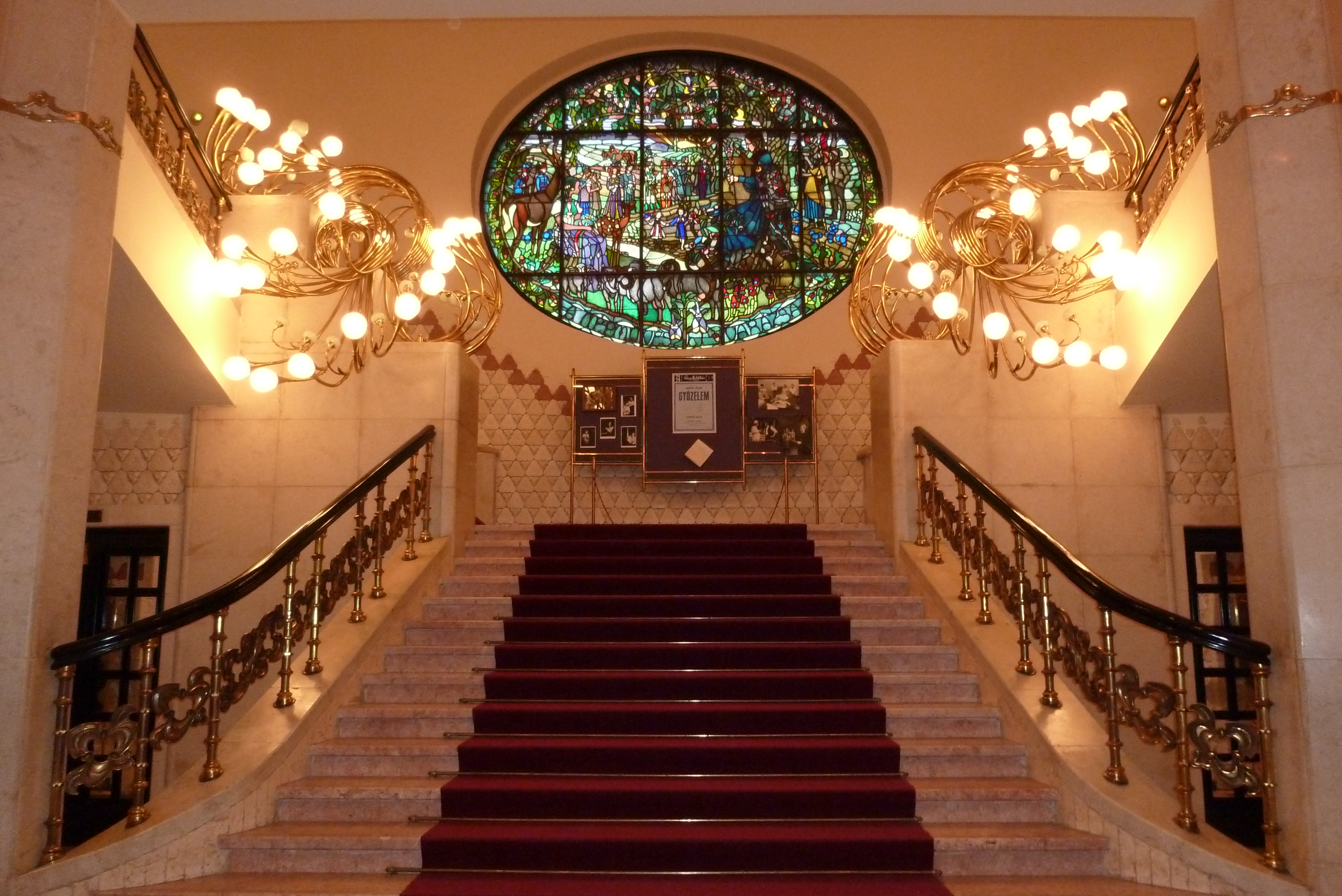
Üvegmozaik a dísz-lépcsőházban (Nagy Sándor)

## A színházépület rekonstrukciós felújítása
A felújítás az épület műemléki jelentőségét tekintve gondos, vitáktól nem mentes feladatot jelentett. A munkálatokat 1977-ben kezdték meg, a teljes rekonstukciót 1988-ban fejezték meg. A terveket a Középülettervező Vállalat tervezői, Szendrő Péter és Szenes István készítette el a társtervezők – statikus, gépész, szcenikus stb. – közreműködésével. A megújult épület több tekintetben eltér eredetijétől. Legjelentősebb, hogy míg az 1908-ban megépült színház egy többcélú épületegyüttes elemeként született, a mai funkcionálisan és építészetileg önállósult létesítmény. Másik jelentős változás méretének növekedésében nyilvánul meg. A korszerű technika és működés területigényei csak egy félig földbe süllyesztett üzemi szárny hozzáillesztésével voltak kielégíthetők. A belső funkcionális kapcsolatok bővülése és átértékelése, de a környék időközben megváltozott városépítészeti körülményei is visszahatottak az eredeti alaprajzi rendszerre, s annak átalakítását eredményezték. A nézőtér, az előcsarnok és a kettőt összekötő lépcsőház eredeti megoldását megőrizve, a volt Püspökkert (ma Színházkert) felöli bejárat kialakítására került sor. A földszint büfével, stúdiószínpaddal bővült, teljesen megújult a színpadtechnika és az épületgépészet is.

### A társművészetek jelenléte
A látogató ma a Színházkertben kialakított téren át közelít az épülethez. Itt – mintha a színházba igyekezne – Marton László Petőfi-szobra áll. Az előcsarnok tágas terének építészeti érdekességei a sajátos fejezetű pillérek, a mennyezetről csüngő lámpatestek (Horváth Márton és Simai Lajos), a szecessziós utánérzésű falburkoló kerámia (Szekeres Károly). Az előcsarnokhoz építészetileg szervesen kapcsolódik a díszlépcső, melyet Nagy Sándor eredeti színes üvegablaka, Horváth Márton és Simai Lajos lámpakompozíciói és Albert András korlát- és ötvösmunkái gazdagítják. A nézőtér felújítása során a tervezők a leghűségesebb, eredeti térélményre törekedtek a korszerű színpadtechnikai elemek egyidejű alkalmazása mellett. A nézőtér kétségkívüli gazdagítását eredményezte a Medgyaszay tervből eddig meg nem valósult oldalfal-díszítés, (Gönczi András és Szenes Zsuzsa textil faliképei) és a korábban már említett, itt akusztikai szerepet is játszó kerámia falburkolat.

## A Veszprémi Petőfi Színház jelentősége napjainkban
Állandó színtársulata 1961. október 13-án tartotta első előadását, amikor Jókai Mór és Földes Mihály A kőszívű ember fiai című drámáját vitték színpadra. 1971-ben Latinovits Zoltán volt a színház rendezője.
A színházat születésekor az építészeti, művészeti igényesség, korszerűség jellemezte. Napjainkban ehhez a történelmi hűséghez való olyan törekvés társul, mely a kor színháztechnikájának befogadására is képessé teszi az épületet. A népességszámában, városi és regionális funkcióiban meggazdagodott város pezsgő színházi élete ma már méltóan csatlakozik a színház építészeti- és társművészeti gazdagságához.
A Veszprémi Petőfi Színház kiemelt színházként működik a királynék városában. Veszprém városának és a megyének legjelentősebb kulturális attrakciója, hiszen átlagban évadonként 100 ezer néző fordul meg színvonalas, feltöltést kínáló előadásainkon. Két kiemelt fesztiválja – Veszprémi Rátonyi Róbert Operettfesztivál, Lélektől-lélekig Színház Gyógyító Erejének Fesztiválja – hagyományosam minden évben megrendezésre kerül, melynek látogatottsága jelentős. Évről-évre egyre több nézőt fogadnak szerte az országból és határon túlról egyaránt előadásaik során. 2021 nyarától kezdődően Balatonalmádiban, a Vörösberény Kolostor kertjében és a Kerényi Imre Kult-Magtár termében és pincéjében is kiemelt kedvezménnyel, feltöltő előadásokkal és zenés estekkel várják nézőiket.
Minden évadban új kínálattal 5 nagyszínházi-, 5 játékszíni-, 2 gyermek- és az ifjúsági korosztálynak szóló bemutatókkal készülnek. Előadásaikról bővebben honlapjukon lehet olvasni: https://www.petofiszinhaz.hu/Eloadasok/Aktualis-evad
A Veszprémi Petőfi Színház jellegzetessége, hogy alaptevékenységén túl társadalmi szerepvállalása is nagyon élénk. Szlogenükhöz hűen – Minden helyzetben közösségben a közönséggel – a legfőbb törekvésük a közönség igényeinek magas színvonalú kiszolgálása, a kultúra közvetítése, a színház gyógyító, feltöltő erejének átadása.

## A Veszprémi Petőfi Színház igazgatói
- Szilágyi Albert 1961–1962
- Lendvai Ferenc 1962–1964
- Turián György 1964–1966
- Pétervári István 1966–1981
- Hegyeshalmi László 1981–1991
- Vándorfi László 1991–2000
- Kolti Helga 2000–2005
- Rácz Attila		2005–2007

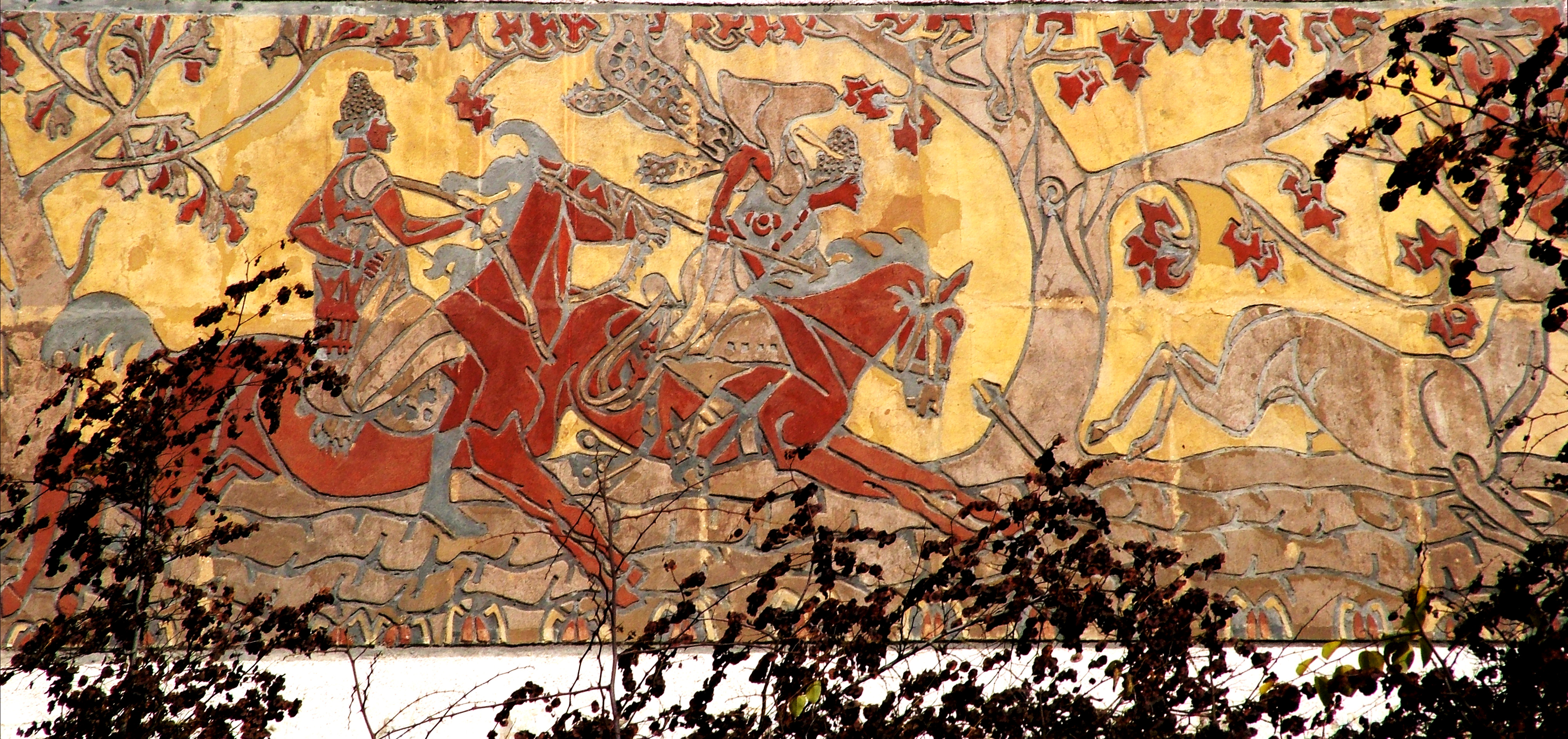
Színház: Sgraffito homlokzatdísz, (Nagy Sándor)

- Majzik Tímea		2007–2008 (mb. igazgató)
- Bujtor István 2008–2009
- Horváth Lászlóné	2009–2010 (mb. igazgató)
- Oberfrank Pál 2010–

## A Veszprémi Petőfi Színház örökös tagjai

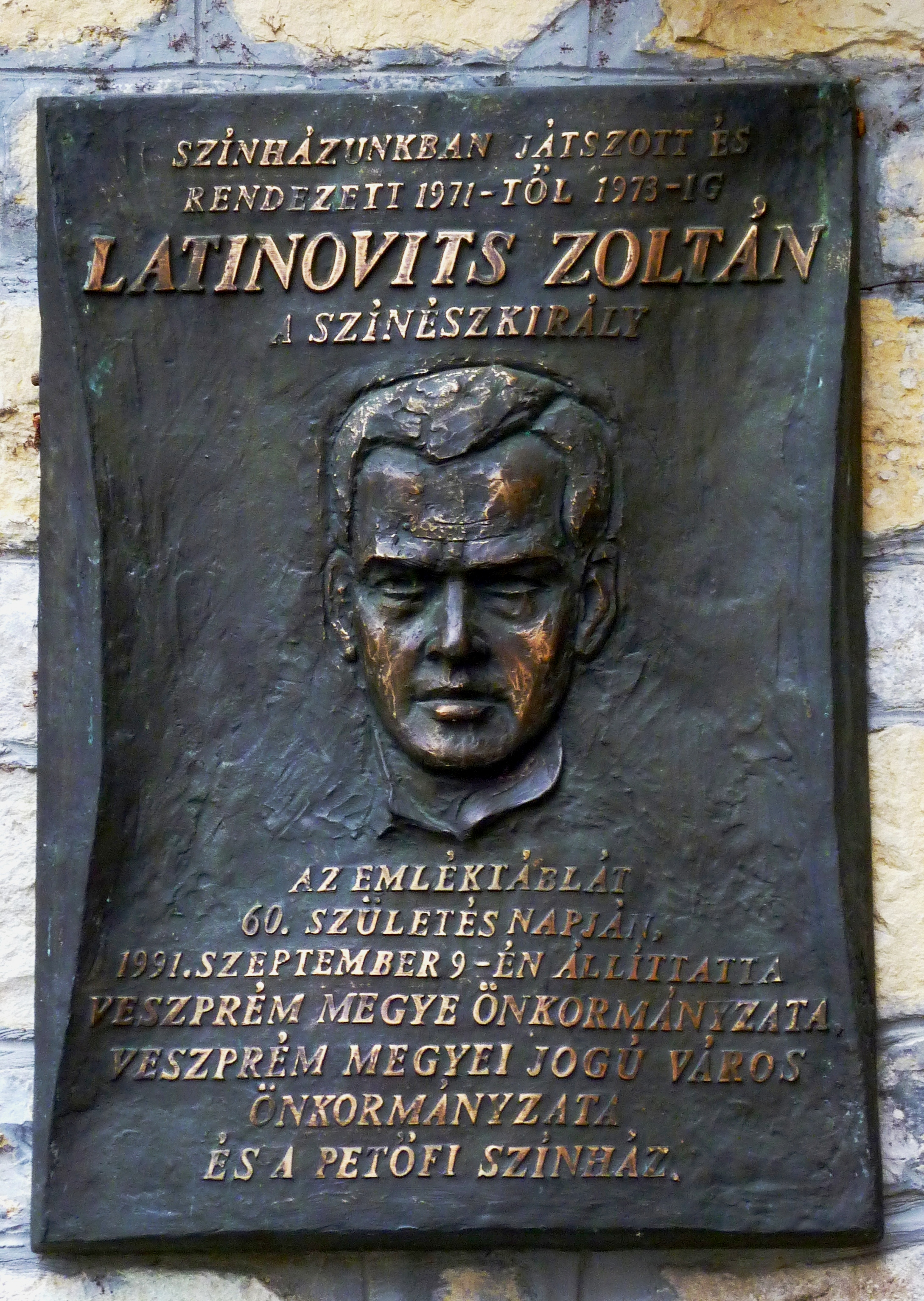
Latinovits Zoltán domborműve a színház homlokzatán

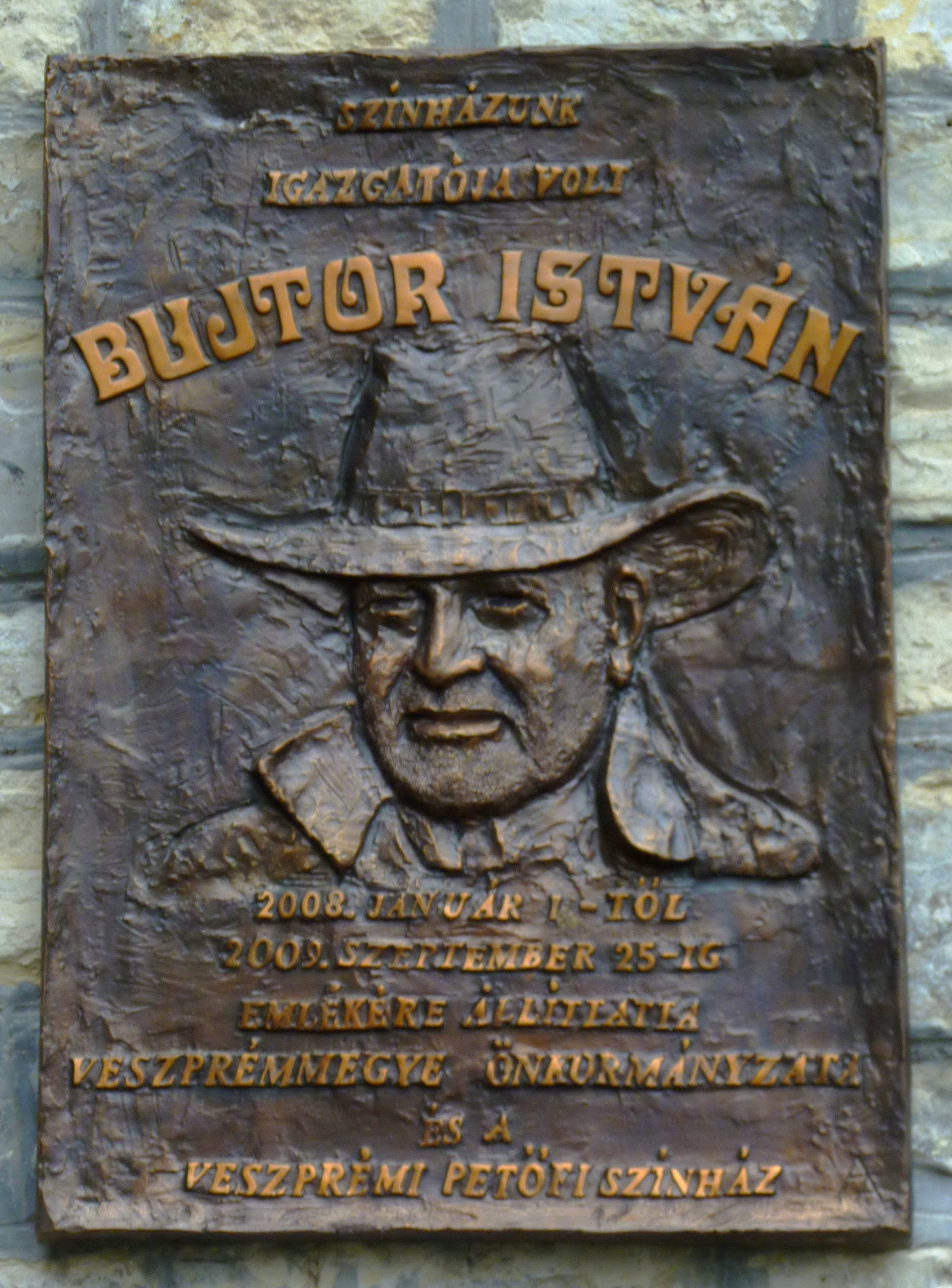
Bujtor István domborműve a színház homlokzatán

- Bakody József színművész, Aase-díjas
- Benczédi Sándor színművész
- Dobos Ildikó színművész, Jászai Mari-díjas
- Dr. Völgyesi Jánosné Gyöngyi zenei vezető-korrepetitor
- Háromszéki Péter színművész
- Hegyeshalmi László igazgató
- Horváth Katalin súgó
- Joós László színművész, Jászai Mari-díjas
- Majczen Mária színművész, Jászai Mari-díjas
- Meszléry Judit színművész, Jászai-díjas, Érdemes művész
- Perlaki Róbert díszlettervező, Magyar Arany Érdemkereszt kitüntetettje, Alapító tag
- Petrik János lakatostár vezető, "VESZPRÉM MEGYÉÉRT" KITÜNTETŐ JELVÉNY ARANY FOKOZAT
- Szoboszlai Sándor színművész, Jászai-díjas, Kiváló és Érdemes művész

## Társulat (2025/2026)

### Vezetés[1]
- Igazgató: Oberfrank Pál
- Igazgató helyettes: Kellerné Egresi Zsuzsanna
- Gazdasági vezető: Nyul Krisztina

### Színészek
- Cservenák Vilmos
- Flór Máté Gergely
- Gaál Attila Csaba
- Hirschl Laura
- Horváth Dániel
- Keller Márton
- Keresztes Gábor
- Kőrösi Csaba
- Máté P. Gábor
- Módri Györgyi
- Nyirkó István
- Palásthy Bea
- Rubóczki Márkó
- Soltis Eleonóra
- Szederjesi Teodóra
- Szeles József
- Vajda Károly